# Оскар і Люсінда
«Оскар і Люсінда» (англ. Oscar and Lucinda) — мелодрама 1997 року.

## Сюжет
Оскар — молодий священик, який грає в азартні ігри, а весь виграш жертвує на користь бідних. Люсінда — ділова жінка з Австралії, для якої не існує жодних правил, встановлених суспільством. Познайомившись за картковим столом, вони укладають парі. Люсінда будує церкву повністю із скла, а Оскар зобов'язався перевезти її до Австралії. Ставки зроблені.